# Staškov
Staškov est un village de Slovaquie situé dans la région de Žilina.

## Histoire
La première mention écrite du village date de 1658.

## Démographie

### Évolution de la population
| Année:               | 1994. | 2004.   | 2014.   | 2024.   |
| -------------------- | ----- | ------- | ------- | ------- |
| Nombre de personnes: | 2568  | 2686    | 2761    | 2759    |
| Différence:          |       | +4,59 % | +2,79 % | -0,07 % |

| Année:               | 2023. | 2024. |
| -------------------- | ----- | ----- |
| Nombre de personnes: | 2759  | 2759  |
| Différence:          |       | +0 %  |